# Thomas Woodrow Wilson
(Epitaffio dedicatogli da William Allen White)
Thomas Woodrow Wilson (Staunton, 28 dicembre 1856 – Washington, 3 febbraio 1924) è stato un politico statunitense, 28º Presidente degli Stati Uniti d'America dal 1913 al 1921.
In precedenza fu governatore dello Stato del New Jersey e rettore dell'Università di Princeton. Divenne il terzo presidente degli Stati Uniti del Partito Democratico, dopo Andrew Jackson e Grover Cleveland, a essere rieletto per un secondo mandato. Nel 1919 gli venne assegnato il premio Nobel per la pace.
Wilson è ricordato per essere stato il presidente degli Stati Uniti in un momento storico così turbolento e cruciale come la prima guerra mondiale e l'immediato dopoguerra e avervi giocato un ruolo importante soprattutto alla conferenza di pace di Parigi, in cui impose gli Stati Uniti, per tanto tempo potenza economica e militare di secondo piano, in un ruolo dominante sullo scacchiere internazionale. Grazie a questa nuova linea della politica estera statunitense, Wilson è stato il primo presidente degli Stati Uniti ad avere avuto un peso importantissimo tra i grandi leader mondiali del momento.
Tuttavia, la storiografia pone Wilson come una figura ambigua, in quanto, se da una parte fu considerato il principale promotore di una nuova pace e stabilità europea, cosa che gli valse il Nobel, ma che in realtà non si realizzò mai compiutamente (e questo sarà uno dei tanti motivi che nel loro insieme contribuiranno allo scoppio della seconda guerra mondiale), dall'altra viene ricordato per il suo deciso incitamento alla segregazione razziale e al suprematismo bianco e per la sua politica favorevole all'imperialismo nei confronti delle nazioni deboli e arretrate dell'America, come Messico, Nicaragua, Haiti, Panama, Cuba e Repubblica Dominicana, dove l'esercito degli Stati Uniti si rese complice di numerosi massacri.

## Biografia

### Origini e formazione
Thomas Woodrow Wilson nacque a Staunton, in Virginia, nel 1856 (è stato l'ultimo presidente degli Stati Uniti a essere nato in quello Stato); i suoi genitori erano il reverendo Joseph Ruggles Wilson e Janet Woodrow. La sua famiglia aveva origini scozzesi-irlandesi e proveniva dall'Irlanda del Nord. Wilson crebbe ad Augusta, nello Stato della Georgia, e dichiarò sempre che il suo primo ricordo era l'annuncio che era stato eletto Abraham Lincoln e che una guerra stava per arrivare; il padre e la madre di Wilson venivano dall'Ohio, ma simpatizzarono per i sudisti nella guerra civile statunitense.
Essi curavano i feriti dei confederati nella loro chiesa; lasciarono uscire loro figlio per andare a vedere Jefferson Davis sfilare in manette tra il vittorioso esercito unionista. Wilson avrebbe sempre ricordato di stare «per un momento al fianco del generale Lee e di guardarlo in faccia». Nonostante soffrisse di dislessia, Wilson imparò da solo la stenografia per compensare le sue difficoltà e fu capace di riuscire negli studi grazie alla determinazione e alla disciplina, ma non riuscì a superarla del tutto.
Frequentò il Davidson College per un anno e quindi si trasferì all'Università di Princeton, laureandosi nel 1879; era membro dell'associazione studentesca Phi Kappa Psi. In seguito, studiò legge all'Università della Virginia per un anno. Dopo aver terminato e pubblicato la sua dissertazione, Il governo congressionale, nel 1886 ottenne il titolo di dottore (Ph.D.) in scienze politiche dall'Università Johns Hopkins (un'incisione delle sue iniziali è ancora visibile nel lato inferiore di un tavolo al Dipartimento di Storia). Woodrow Wilson è stato l'unico presidente della storia degli Stati Uniti ad aver conseguito il titolo di Ph.D.

### Il matrimonio con Ellen Axson
Wilson incontrò Ellen Axson, figlia di un ministro di culto, per la prima volta in una chiesa: la corteggiò non ricambiato per diverse settimane. Mesi dopo, nel 1883, la incontrò per caso in una stazione ferroviaria e lei fu più ricettiva: si sposarono il 24 giugno 1885 a Savannah, in Georgia. Ebbero tre figlie: Margaret nel 1886, Jessie nel 1887 e Eleanor nel 1889. Nessuna di loro era ancora sposata quando Wilson fece ingresso alla Casa Bianca, ma ci furono rapidi cambiamenti: Jessie sposò Francis B. Sayre il 25 novembre 1913 ed Eleanor sposò William G. McAdoo, il segretario del tesoro (cioè il ministro del tesoro), il 7 maggio 1914.

### Gli scritti politici e l'inizio della carriera accademica
L'epoca di Wilson furono i decenni successivi alla guerra di secessione, quando il Congresso degli Stati Uniti era al massimo potere - «i fondamenti di ogni attività politica sono decisi dal potere legislativo» - e la corruzione dilagante. Anziché concentrarsi sui singoli individui per spiegare dove fosse il problema della politica statunitense, Wilson si soffermò sulla struttura costituzionale.
Sotto l'influenza dell'opera di Walter Bagehot La Costituzione inglese, Wilson giudicava la Costituzione statunitense come pre-moderna, ingombrante, permeabile alla corruzione. Prima delle forti presidenze all'inizio del XX secolo, Wilson era perfino favorevole a un sistema parlamentare per gli Stati Uniti. Nei primi anni ottanta dell'Ottocento, su un giornale pubblicato da Henry Cabot Lodge, Wilson scrisse:
(August Heckscher, The Politics of Woodrow Wilson, 41–48)
Wilson iniziò Governo congressionale, il suo più famoso lavoro sulla politica, a sostegno di un sistema parlamentare, ma restò impressionato da Grover Cleveland e Governo congressionale ne uscì come una descrizione critica del sistema degli Stati Uniti, con frequenti e negativi paragoni con il governo inglese. Wilson stesso puntualizzò: «Sto analizzando fatti - diagnosticando, non prescrivendo rimedi». Egli credeva che l'intricato sistema americano di misure e contromisure (checks and balances) fosse la causa dei problemi delle istituzioni: sosteneva infatti che aver suddiviso il potere rendeva impossibile agli elettori riconoscere chi fosse responsabile degli errori. Se il governo si comportava male, chiedeva Wilson,
La più lunga sezione di Governo congressionale è dedicata alla Camera dei rappresentanti degli Stati Uniti: Wilson esprime disprezzo per il sistema delle commissioni. «Il potere», scriveva, «è suddiviso, come era una volta, in quarantasette signorie, in ciascuna delle quali una Commissione permanente è il barone di corte e il suo presidente il signore proprietario. Questi minuscoli baroni, alcuni dei quali non poco potenti, ma nessuno di essi abbastanza vicino ai pieni poteri del governo, possono esercitare a piacere un rimescolamento quasi dispotico delle proprie contee, e possono talvolta minacciare di arrivare a sconvolgere il regno stesso». Wilson diceva che il sistema delle commissioni era fondamentalmente non democratico, perché le presidenze delle commissioni, nominate in base all'anzianità, non erano responsabili di fronte a nessuno tranne i propri componenti, anche se determinavano la politica delle istituzioni nazionali.
In aggiunta alla loro natura non democratica, credeva anche che il sistema delle commissioni facilitasse la corruzione.
Ma al tempo in cui terminò il Governo congressionale, era presidente Grover Cleveland e Wilson nutrì fiducia che il governo degli Stati Uniti ne uscisse rinsaldato. Prima di divenire egli stesso presidente, Wilson aveva assistito alle vigorose presidenze di William McKinley e Theodore Roosevelt e non trattò più della forma di governo parlamentare. Nel suo ultimo lavoro accademico, Governo costituzionale degli Stati Uniti, del 1908, Wilson sostenne che la presidenza «sarà tanto grande e tanto influente quanto l'uomo che riveste la carica». Al tempo della sua presidenza, Wilson semplicemente sperava che i presidenti potessero essere capi di partito allo stesso modo di un primo ministro. Wilson sperava anche che i partiti potessero riorganizzarsi secondo principi ideologici e non geografici. «Otto parole», scriveva Wilson, «contengono la sostanza della attuale degradazione dei nostri partiti politici: nessun capo, nessun principio; nessun principio, nessun partito».
Wilson insegnò al Bryn Mawr College e alla Wesleyan University prima di entrare alla Università di Princeton come professore di giurisprudenza ed economia politica nel 1890. Popolare come insegnante e rispettato come accademico, tenne un discorso alle celebrazioni del centocinquantesimo anno di Princeton (1896), intitolato Princeton al servizio della Nazione (questo è divenuto un celebre motto allusivo dell'Università, qualche volta espanso a Princeton al servizio del mondo): in questo famoso discorso egli delineò la sua visione dell'università in una nazione democratica, chiamando le istituzioni di istruzione superiore «al dovere di illuminare attraverso ogni lezione che possa essere tratta dal passato».

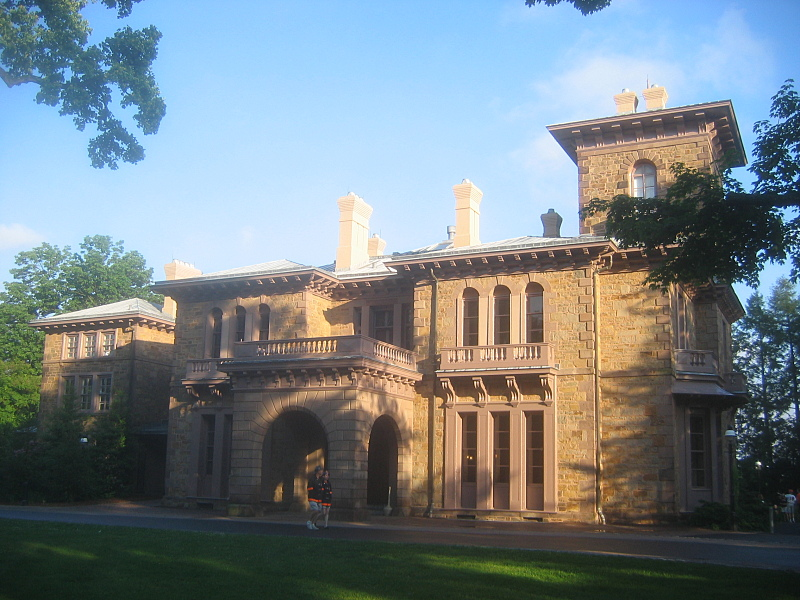
Prospect House, nel campus di Princeton, residenza di Wilson mentre era rettore dell'Università

Wilson fu eletto all'unanimità rettore dell'Università di Princeton il 9 giugno 1902: nel suo discorso inaugurale, sviluppò questi temi, cercando di mantenere un equilibrio per soddisfare sia i populisti che gli aristocratici tra il pubblico. Come rettore, iniziò una campagna di raccolta fondi a sostegno dell'università: le linee guida che mantenne durante il suo rettorato di Princeton si dimostrarono tra le più importanti innovazioni nell'istruzione superiore. Istituì un nuovo sistema di corsi base seguiti da due anni di specializzazione nel settore prescelto. Quando cercò di ridurre l'influenza degli elitari "circoli sociali", tuttavia, Wilson si scontrò con la resistenza degli amministratori e dei potenziali finanziatori. Credeva che quel sistema soffocasse la vita intellettuale e morale degli studenti: l'opposizione di ricchi e potenti ex allievi lo convinse ulteriormente della indesiderabilità dell'elitismo e lo spinse verso una posizione politica più populista.
Il 23 giugno 1918 divenne socio dell'Accademia delle Scienze di Torino.

### La carriera politica
Wilson fu presidente della American Political Science Association ("Associazione americana di Scienze Politiche") dal 1910 al 1911. Attraverso la pubblicazione dei suoi commenti sulle questioni politiche del tempo, si guadagnò una reputazione a livello nazionale e considerò sempre più seriamente una carriera come uomo politico. Nel 1910 ricevette un'inaspettata offerta di candidatura per la carica di governatore del New Jersey, che accettò volentieri: alle elezioni sconfisse il candidato repubblicano Vivian M. Lewis con oltre 80 000 voti di scarto.

### La presidenza

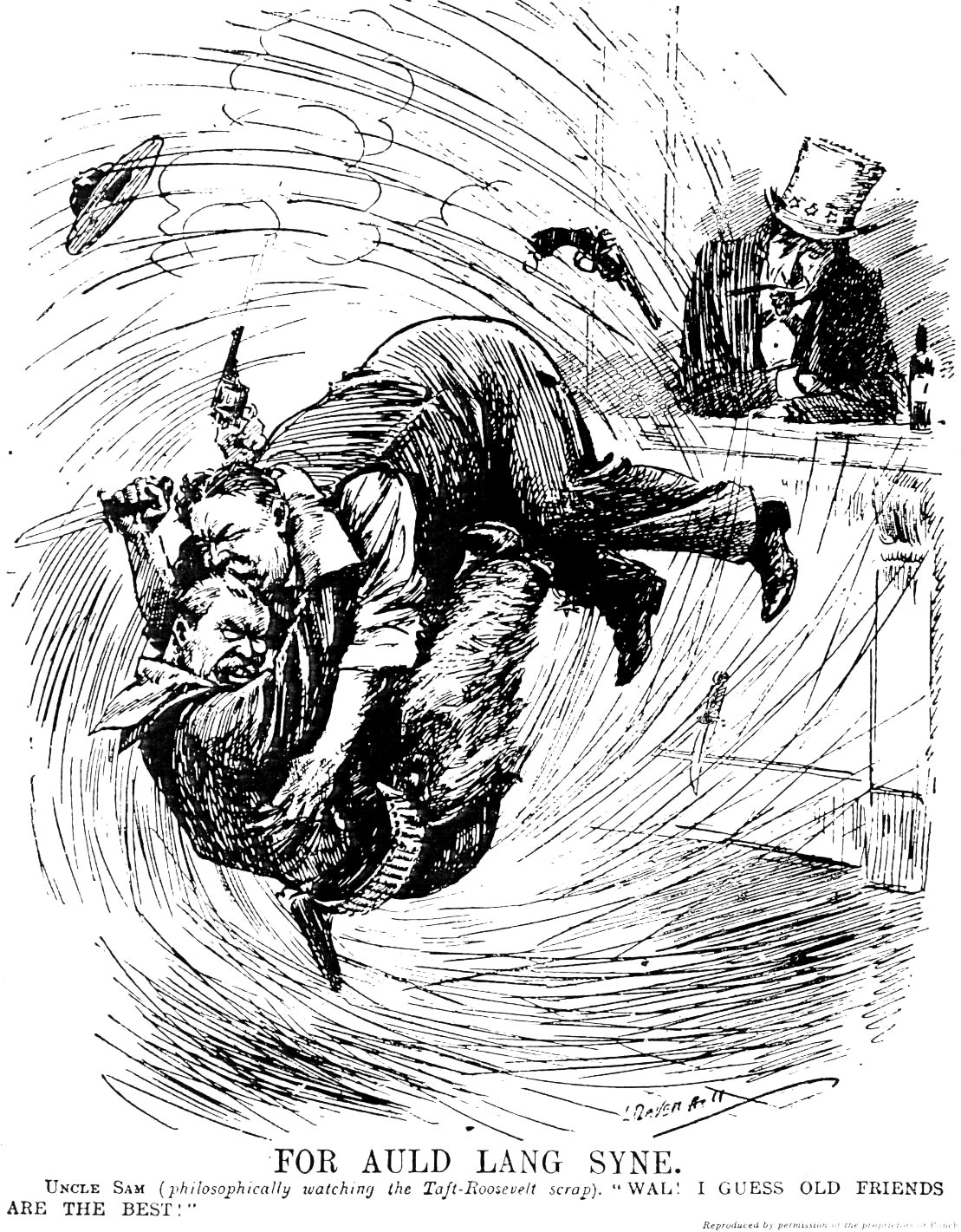
Caricatura delle elezioni del 1912, in cui viene raffigurata una lotta senza esclusione di colpi tra l'ex presidente Theodore Roosevelt e William Howard Taft. Lo Zio Sam, personificazione degli Stati Uniti, commenta: "I vecchi amici sono i migliori" (opera di Leonard Raven-Hill del maggio del 1912)

Per le elezioni presidenziali del 1912 il Partito Democratico nominò a sorpresa Wilson come proprio candidato: il grande favorito era Champ Clark. William Howard Taft e Theodore Roosevelt divisero il Partito Repubblicano candidandosi entrambi, consentendo a Wilson di vincere.
Il giorno prima del suo insediamento, nel marzo 1913, Elisabeth Freeman e altri membri dell'Unione Congressionale, in seguito chiamatasi Partito Nazionale delle Donne, organizzarono una manifestazione in favore del suffragio femminile a Washington, per distogliere l'attenzione dalle celebrazioni dell'insediamento: quando Wilson arrivò in città, si dice, trovò le strade senza folla per salutarlo e gli fu detto che erano tutti sulla Pennsylvania Avenue a guardare la manifestazione.
Wilson ottenne successi immediati, traducendo in legge le sue promesse di "Nuova Libertà" nel campo delle modifiche dell'antitrust, revisione dei dazi e riforme nel sistema bancario e monetario. La sua azione portò all'istituzione del Sistema Federale della Riserva (Federal Reserve System) e della Commissione Federale del Commercio (Federal Trade Commission).
Il suffragio fu solo una delle insidiose questioni che Wilson affrontò durante la sua presidenza; finché Wilson annunciò il suo appoggio al diciannovesimo emendamento della Costituzione degli Stati Uniti riguardo al suffragio, un gruppo di donne che si facevano chiamare le "sentinelle silenziose" protestò di fronte alla Casa Bianca, esibendo cartelli con scritte come «Signor Presidente - Che cosa farai per il suffragio delle donne?». In politica interna, le sue proposte di riforma furono spesso contrastate, anche se riuscì a far approvare la legge istitutiva della Federal Reserve.
Il suo atteggiamento verso le questioni razziali è generalmente considerato una macchia sulla sua reputazione: molti sostengono che contribuì a creare il più cupo periodo di razzismo nella storia degli Stati Uniti e che fosse egli stesso un razzista. La sua amministrazione istituì la segregazione razziale nel governo federale, per la prima volta da quando Abraham Lincoln iniziò la desegregazione nel 1863, e richiese fotografie dai candidati per posti di lavoro, per determinare la loro razza. Wilson inoltre aveva un atteggiamento sospettoso per quelli da lui chiamati «Americani col trattino» (hyphenated Americans: tedeschi-americani, irlandesi-americani, etc.): «Ogni uomo che porta con sé un trattino porta un pugnale che è pronto ad affondare nelle parti vitali di questa Repubblica ogni volta possibile».

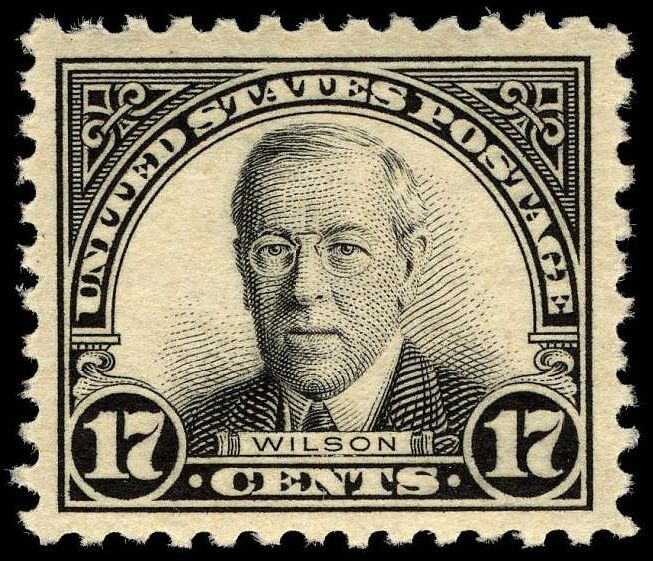
Francobollo da diciassette centesimi raffigurante il presidente Woodrow Wilson, 1925

La Storia del popolo americano di Wilson è ripetutamente citata nel film Nascita di una nazione, che glorifica l'ascesa del Ku Klux Klan in contrasto ai Repubblicani radicali durante la ricostruzione americana. Il film è basato su una trilogia di Thomas Dixon, compagno di scuola di Wilson, il cui obiettivo dichiarato era «rivoluzionare i sentimenti del nord, presentando una storia che trasformerebbe ogni uomo del mio pubblico in un buon democratico!». Wilson guardò il film in una speciale proiezione alla Casa Bianca il 18 febbraio 1915. Il regista David Wark Griffith riferì alla stampa che Wilson aveva esclamato: «È come scrivere la storia con il fulmine, il mio unico rammarico è che è tutto così terribilmente vero». Eppure, subito dopo la proiezione, Wilson dichiarò di disapprovare quella "nefasta produzione". Il braccio destro di Wilson, Joseph Tumulty, disse: "Il presidente ignorava la natura dello spettacolo prima di vederlo, e non ha nemmeno per un istante espresso approvazione per lo stesso." Wilson, tuttavia, tenne diverse visioni private della pellicola alla Casa Bianca.
Fatto sta che l'affermazione di Griffith fu ampiamente riportata dai mezzi di informazione e fu immediatamente discussa: in una successiva corrispondenza con Griffith, Wilson gli scriveva in modo entusiasta delle sue regie, senza mettere in dubbio l'accuratezza della citazione. Dato il messaggio del film, fortemente schierato per i democratici, e le documentate opinioni di Wilson riguardo alla razza. Wilson cercò di mantenersi estraneo dal dibattito, ma infine, il 30 aprile, rese nota una smentita in realtà molto tenue. Il sostegno di Wilson all'accuratezza storica della pellicola fu di grande peso e contribuì alla popolarità del film: questo fu a sua volta uno dei principali fattori che portarono, nello stesso anno, alla riorganizzazione (a Stone Mountain, in Georgia) del Ku Klux Klan, che era stato silente dalla sua messa fuorilegge negli anni settanta dell'Ottocento.
Nell'ultimo anno del suo primo mandato (1916) Wilson collezionò un'impressionante serie di riforme, adottandone molte dal programma del 1912 di Theodore Roosevelt. Wilson firmò la legge federale sui prestiti agricoli (Federal Farm Loan Act), che fece abbassare immediatamente i tassi di interesse per gli agricoltori, i quali la accolsero come «la Magna Carta della finanza agricola americana». Wilson esercitò una pressione aggressiva e vincente sul Parlamento per la legge Keating-Oven, che mise al bando il lavoro minorile, per la legge Kern-McGillicuddy, che istituì un sistema di assicurazione contro gli infortuni dei lavoratori, e per la legge Adamson, che migliorò le condizioni e gli stipendi dei lavoratori delle ferrovie. Per prepararsi alla possibilità di un ingresso in guerra, Wilson ingrandì l'esercito e la marina militare tramite una tassa sulle successioni e una tassa sugli alti redditi.
Wilson fu in grado di vincere di misura la sua rielezione nel 1916, raccogliendo molti voti che nel 1912 erano andati a Roosevelt e Eugene V. Debs, basando la sua campagna elettorale sul mantenimento della neutralità. Negli anni dal 1914 al 1917 Wilson cercò sempre di tenere gli Stati Uniti fuori dalla prima guerra mondiale: si offrì come mediatore, ma né gli Alleati né le Potenze centrali presero seriamente le sue proposte. Quando la Germania riprese la guerra sottomarina senza limitazioni e fece un azzardato tentativo di portare dalla sua parte il Messico, tramite la nota Zimmermann, Wilson fece entrare in guerra gli Stati Uniti come «belligerante alleato». Negli anni trenta la Commissione Nye ricostruì gli avvenimenti che portarono all'entrata in guerra, sottolineando il ruolo dei fabbricanti di esplosivi e dei banchieri che erano esposti nei confronti dell'Inghilterra per 2,5 miliardi di dollari.
Wilson fece approvare dal Congresso nel 1917 la legge sullo spionaggio e nel 1918 la legge sulla sedizione per combattere le opinioni socialiste, anti-britanniche, pro-Irlanda, pro-Germania o contro la guerra. Egli istituì inoltre il Comitato degli Stati Uniti sull'Informazione Pubblica, con a capo George Creel (da cui il suo nome popolare, Comitato Creel), che riempì il Paese di propaganda antitedesca e, durante la prima ondata di paura del comunismo (1917-1920), organizzò le azioni di Palmer contro esponenti della sinistra. Wilson fece arrestare il capo socialista e candidato alla presidenza Eugene V. Debs per aver accusato i poteri finanziari di essere i responsabili della prima guerra mondiale e per aver criticato la legge sullo spionaggio. Wilson, inoltre, appoggiava la American Protective League, un'organizzazione privata pro-guerra nota per le sue flagranti violazioni delle libertà civili
Tra il 1914 e il 1918 gli Stati Uniti intervennero molte volte, anche con invasioni, in America Latina, in particolare in Messico, Haiti, Cuba e Panama, anche continuando nella "diplomazia del dollaro" inaugurata da William Howard Taft. Truppe statunitensi rimasero in Nicaragua per tutta la durata dell'amministrazione Wilson e furono usate per scegliere il presidente del Nicaragua e quindi per costringere il Nicaragua a sottoscrivere il trattato Bryan-Chamorro. Le truppe statunitensi ad Haiti obbligarono i politici haitiani a eleggere presidente il candidato prescelto da Wilson: quando Haiti si rifiutò di dichiarare guerra alla Germania, Wilson fece sciogliere il governo di Haiti e quindi impose una nuova, meno democratica, costituzione attraverso un referendum farsa. I soldati statunitensi, inoltre, cacciarono i piccoli proprietari terrieri dalle loro terre per farli lavorare in opere pubbliche, in condizioni di reclusione e in catene, e trasferirono le loro terre ai latifondisti; nel 1919 gli haitiani si sollevarono in rivolta contro gli statunitensi; la ribellione costò 3 000 morti.
Tra il 1917 e il 1920 gli USA appoggiarono il movimento dei Russi bianchi nella guerra civile russa, dapprima finanziariamente, ma in seguito con un blocco navale e truppe di terra a Murmansk, Arcangelo e Vladivostok.

### La prima guerra mondiale

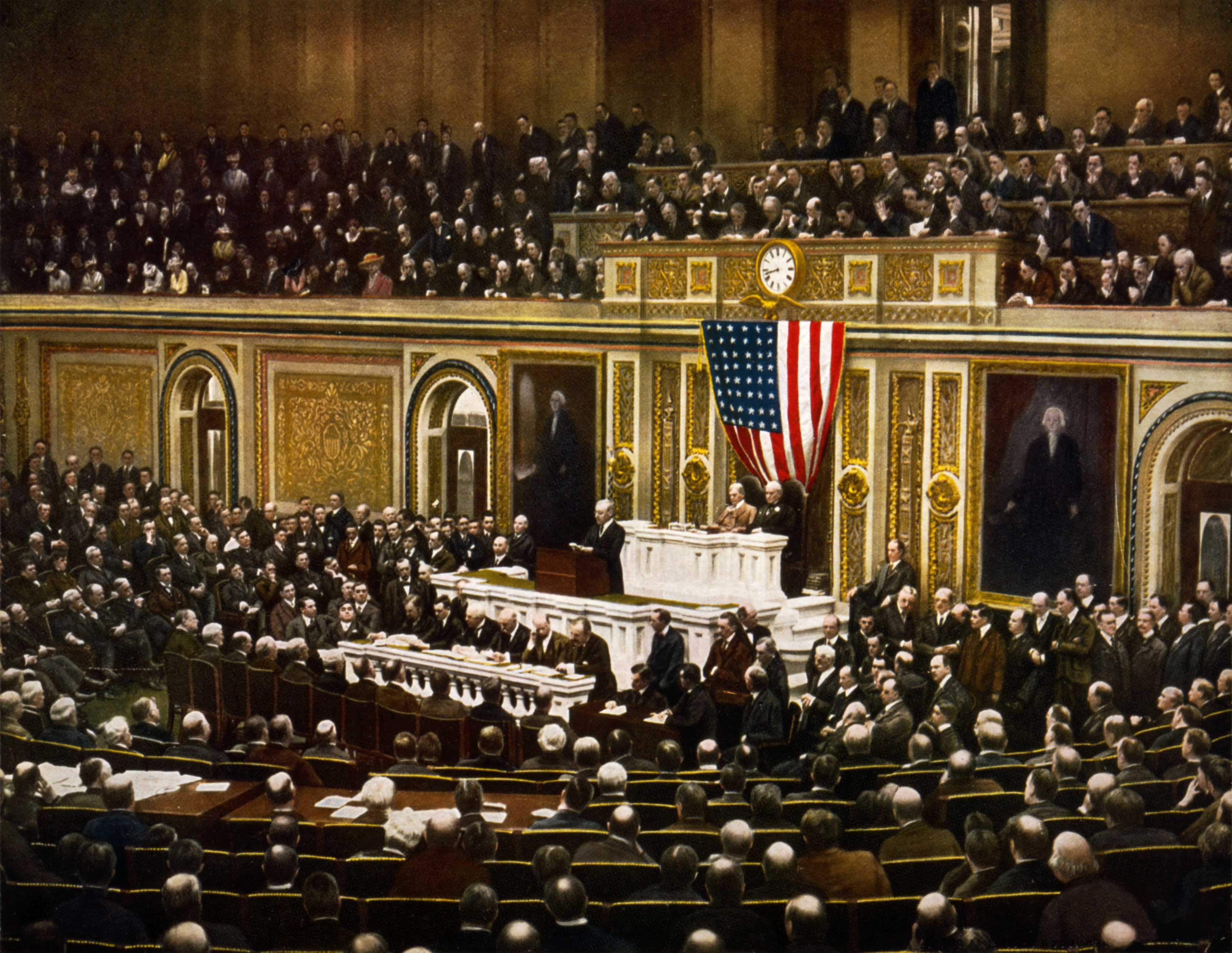
Il presidente Woodrow Wilson davanti al Congresso, mentre annuncia la dichiarazione di guerra alla Germania, 6 aprile 1917

In politica estera Wilson affrontò sfide maggiori rispetto ad ogni altro presidente dai tempi di Abraham Lincoln. Decidere se portare il paese nella prima guerra mondiale mise a dura prova la sua capacità di comando. Mantenne neutrali gli Stati Uniti durante i primi anni della guerra; questo contribuì alla sua rielezione del 1916: tuttavia, dopo pressioni crescenti, gli Stati Uniti entrarono nel conflitto con una formale dichiarazione di guerra alla Germania il 6 aprile 1917; una dichiarazione di guerra all'Austria-Ungheria fece seguito il 7 dicembre dello stesso anno.
Dopo la Grande Guerra, Wilson si impegnò, con alterno successo, a promuovere la sua idea di riassetto del mondo su base etnica: l'8 gennaio 1918 Wilson tenne il suo famoso discorso dei "Quattordici punti", avanzando la proposta di una Lega delle Nazioni, un'organizzazione che avrebbe dovuto tendere al mantenimento dell'integrità territoriale e all'indipendenza politica, sia per le grandi nazioni che per le piccole. Il punto più innovativo della proposta di Wilson era quello del cosiddetto "diritto all'autodeterminazione" per ogni popolo, inteso come comunità etnica: secondo tale principio ogni etnia doveva avere il suo stato nazionale.
In base a tale principio, il 3 settembre 1918 il segretario di stato Robert Lansing consegnò a Masaryk una dichiarazione del governo degli Stati Uniti, in cui veniva riconosciuto senza riserve il Consiglio nazionale cecoslovacco, guidato da Masaryk, come governo di nazione legittimamente belligerante, rendendo di fatto questo riconoscimento americano più prominente rispetto alle precedenti dichiarazioni francesi e britanniche.

### Il ruolo nei trattati di pace di Parigi
Wilson intendeva i Quattordici Punti come un mezzo per far terminare la guerra e raggiungere una pace equa per tutte le nazioni. Arrivò a Versailles il 4 dicembre 1918 per la conferenza di pace del 1919 (diventando il primo presidente degli Stati Uniti a compiere un viaggio in Europa durante la carica) e si adoperò a fondo per promuovere il suo piano. Alla fine anche le altre potenze vincitrici (Francia e Gran Bretagna in particolare) accettarono i principi di nazionalità e di autodeterminazione dei popoli e il conseguente dissolvimento degli imperi multinazionali (Austria-Ungheria e Impero ottomano). Il princìpio di nazionalità fu la base per la costruzione dell'Europa democratica e degli Stati nazionali.

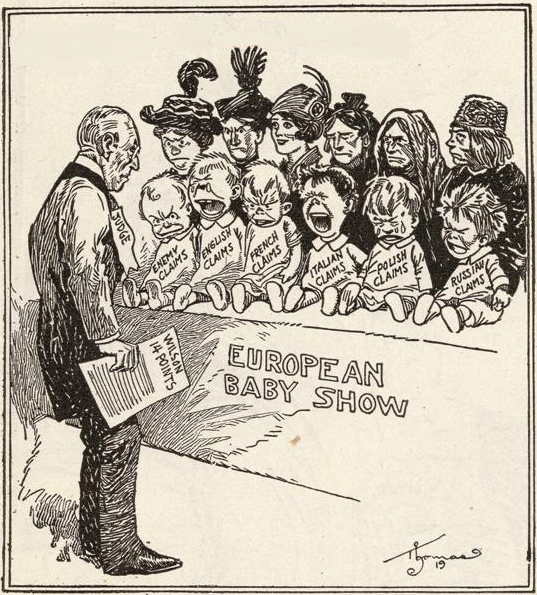
Caricatura raffigurante il presidente Woodrow Wilson che espone i "Quattordici punti" davanti agli Stati europei (opera di Burt Randolph Thomas, 1919)

Tali princìpi furono applicati soprattutto all'Europa orientale e al Medio Oriente, per riempire il vuoto lasciato dal crollo simultaneo dei grandi imperi assolutisti. Per venire incontro all'Italia, non furono invece applicati al Sudtirolo, che venne annesso ad essa. Nonostante ciò, il presidente Wilson non fu certamente favorevole all'applicazione del Patto di Londra, dal quale non si sentiva vincolato, sfavorendo gli italiani che vivevano oltre quelli che furono i confini decisi alla fine della Grande Guerra.
Lo statuto della Lega delle Nazioni fu inserito nel trattato di Versailles, ma solo quattro dei "Quattordici Punti" (nel frattempo saliti a ventitré) furono interamente rispettati.
Per la sua collaborazione ai trattati di pace, nel 1919 fu assegnato a Wilson il premio Nobel per la pace: l'onorificenza bilanciò l'amarezza di non essere riuscito a convincere i suoi oppositori al Congresso, come Henry Cabot Lodge, ad appoggiare la risoluzione che impegnava gli Stati Uniti ad entrare nella Società delle Nazioni. La partecipazione degli Stati Uniti, secondo Wilson, era essenziale per mantenere una durevole pace nel mondo. Il trattato di Versailles causò inoltre gravi problemi economici alla Germania, che provocarono una caduta dei consumi interni che avrebbe portato poi a una profonda depressione: gli oppositori di Wilson credevano che, appoggiando il trattato, avrebbero causato un disastro economico.

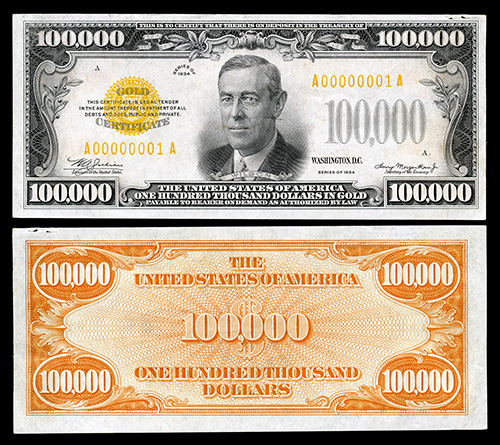
Banconota da centomila dollari raffigurante il presidente Woodrow Wilson, 1934

### L'invalidità e la morte
Il 25 settembre 1919 Wilson fu colto da un leggero ictus, che non fu reso pubblico. Una settimana dopo, il 2 ottobre, Wilson patì un secondo e più grave attacco che lo rese quasi totalmente inabile. Sebbene la gravità della sua menomazione fosse tenuta segreta fino alla sua morte, Wilson fu tenuto lontano dal suo vice presidente Thomas R. Marshall, dal suo governo e dai parlamentari in visita alla Casa Bianca per il resto della sua presidenza. John Barry, in The Great Influenza, avanza l'ipotesi che la predisposizione di Wilson a questi attacchi fosse una complicazione derivata dalla pandemia di influenza spagnola del 1919, che qualche volta colpiva il cervello.
Durante la malattia di Wilson, la sua seconda moglie, Edith Bolling Galt Wilson, gli fece da segretaria, scegliendo i problemi da porre alla sua attenzione e delegando gli altri ai membri del governo. Questo è tuttora il più grave caso di inabilità presidenziale nella storia degli Stati Uniti e fu citata come esempio chiave del perché il venticinquesimo emendamento fosse considerato così importante. L'emendamento, che stabilisce che sia il vice presidente a esercitare le funzioni del presidente in caso di sua inabilità, fu ratificato nel 1967.
Nel 1921, al termine del mandato, Wilson e sua moglie si ritirarono dalla Casa Bianca e si stabilirono in una casa a Washington, dove egli morì il 3 febbraio 1924. Fu sepolto nella cattedrale nazionale di Washington. La sua seconda moglie rimase nella loro casa per altri 37 anni, morendo il 28 dicembre 1961.

## Giudizi
- Nelle sue memorie David Lloyd George dette questo giudizio su di lui: «Il presidente Wilson non era tagliato per fare il ministro in una grande guerra. Non sapeva nulla di guerra. E perché avrebbe dovuto? Essa non era stata il suo tirocinio, né era il suo temperamento. Certamente non ci si divertiva, e tremava al solo pensiero. Lo sfoderare armi per un massacro non solo non gli interessava – lo terrorizzava, persino. Quando fu costretto a dichiarare la guerra non riuscì ad adattarsi alle nuove condizioni che gli furono imposte da simile congedo dagli impegni e dalle abitudini del tempo di pace. Aveva una mente ostinata, e procedeva con riluttanza lungo percorsi che disprezzava, per quanto avesse dovuto riconoscere necessario che li doveva percorrere. Nessun impulso e nessuna guida utile ci si poteva attendere da un temperamento tanto poco conforme alle esigenze della guerra. Chiedergli di porre mente alla manifattura di ordigni da sparo e da bombardamento era come aspettarsi di vederlo sovrintendere alla produzione di sedie elettriche solo perché l’esecuzione dei criminali fa parte integrante d’una buona amministrazione della giustizia»[65].
- Wilson fu una persona molto devota, leggeva la Bibbia e pregava ogni giorno. Tale devozione si ripercosse sulla sua presidenza: era convinto di avere la missione divina di guidare gli Stati Uniti e che quest'ultimi avessero la missione di guidare le altre nazioni del mondo. Un deputato che ebbe modo di parlare con lui, disse in seguito: "Ad un tratto non sapevo se stessi parlando con il Presidente o con Dio"[senza fonte].